# Oracabessa
Oracabessa is een kleine plaats in de parish Saint Mary langs een baai aan de noordkust van Jamaica, tussen Port Maria en Ocho Rios. In 1502 is Columbus de baai binnengevaren. De kust was toen bewoond door Taínos en Arawakken. Er is daar door de Spanjaarden een kleine handelspost gesticht. Deze kreeg de naam Oracabessa (gouden hoofd). In 1655 is de nederzetting door de Britten overgenomen nadat zij het eiland op de Spanjaarden hadden veroverd.
Aan de oostzijde van Oracabessa bevinden zich een aantal grote villa's, waaronder Goldeneye, Golden Clouds en Firefly Estate. Goldeneye was van 1948 tot 1964 de woning van Ian Fleming, de auteur van de James Bond boeken. Fleming heeft hier het personage James Bond bedacht. De naam James Bond "leende" Fleming van de schrijver van een vogelgids, Birds of the West-Indies.
Het strand van het schiereiland in de baai staat bekend als James Bond Beach. Hier zijn scènes opgenomen van de in 1962 verschenen film Dr. No met Sean Connery in de rol van James Bond en Ursula Andress als Honey Ryder. Op het schiereiland vinden ook concerten plaats van internationaal bekende artisten.
Ter bescherming van de koraalriffen en het marine ecosysteem is in 2010 het Oracabessa Bay Fish Sanctuary ingesteld. Hier zijn opnieuw zeeschildpadden geïntroduceerd.
Ten westen van Oracabessa, bij het dorp Boscobel bevindt zich het Ian Fleming International Airport.

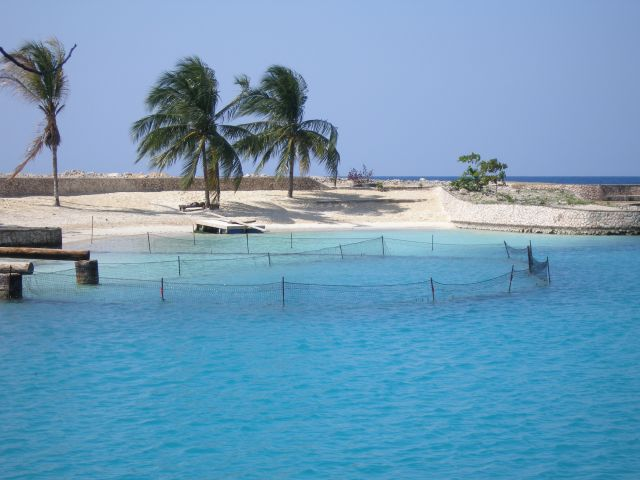
James Bond Beach
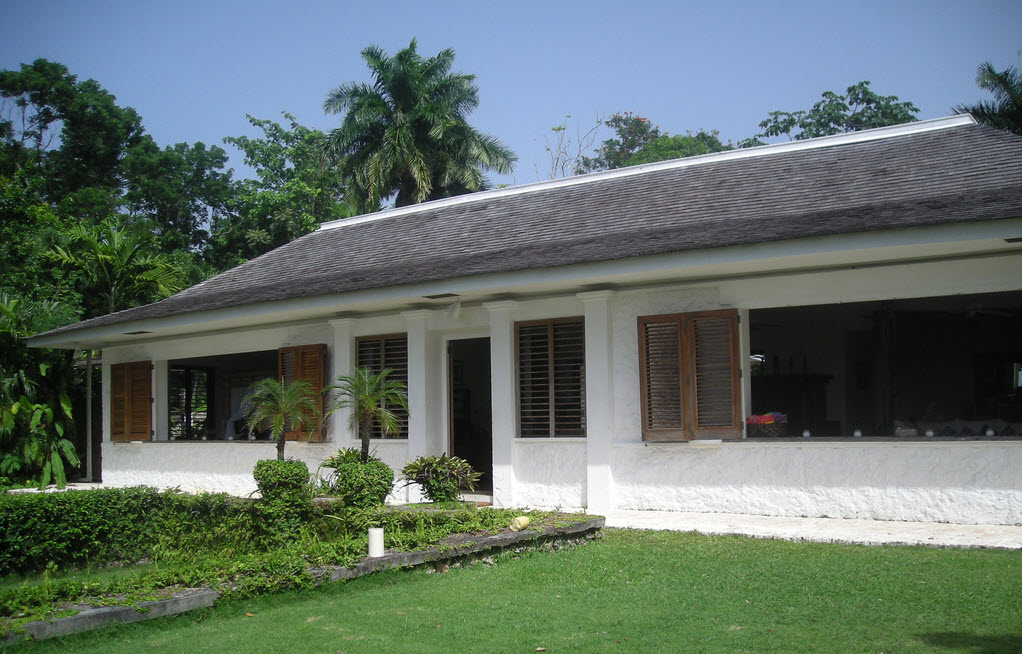
Villa Goldeneye
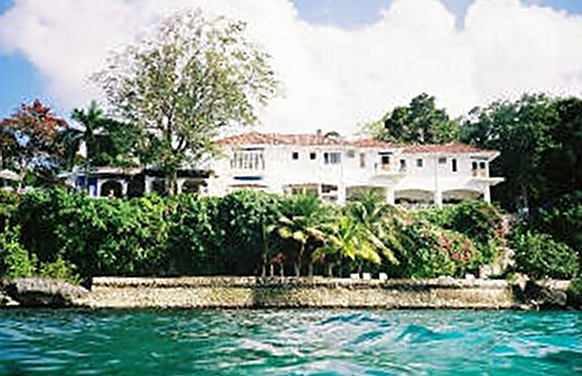
Villa Golden Clouds
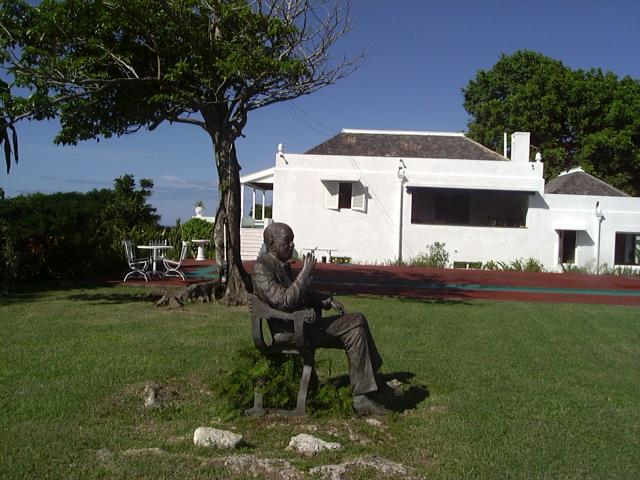
Villa Firefly met standbeeld van Noël Coward
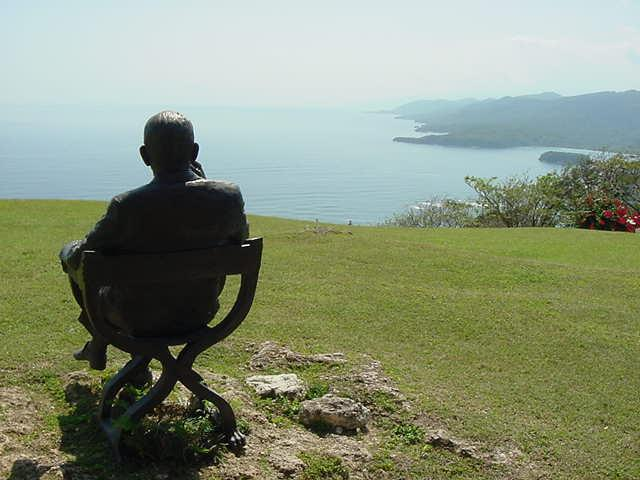
Uitzicht vanaf Firefly over de Caraïbische Zee